# An–22
Az An–22 Antyej (NATO-kódja: Cock) a Szovjetunióban az Antonov-tervezőirodában kifejlesztett légcsavaros gázturbinás szállító repülőgép. Hosszú ideig a világ legnagyobb repülőgépe volt. 1965-ben repült először. 68 épült belőle, melyeket a Szovjet Légierő és az Aeroflot állított szolgálatba.

## Története
A Szovjet Hadsereg szállítási kapacitásának jelentette igény alapján a kijevi Antonov-tervezőiroda 1958-ban kidolgozott egy tervet egy nehéz szállító repülőgépre, amely az An–20 típusjelet viselte. A repülőgépbe két Kuznyecov NK–12M légcsavaros gázturbinát építettek volna, a hasznos terhelést 40 tonnára tervezték. Ez a projekt azonban elakadt, mert a katonai vezetés nagyobb terhelhetőségű repülőgépet igényelt. 1960-ra készültek el az előzetes tervei egy nagyobb, négyhajtóműves (NK–12)  szállító repülőgépnek, amely 50 tonna hasznos terhet szállíthatott. A Szovjetunió védelmi minisztériuma az 1960-as évek elején már az interkontinentális ballisztikus rakéták légi szállítási lehetőségein is gondolkodott. Az Antonov-tervezőiroda által ajánlott gép ezeknek a követelményeknek is megfelelőnek tűnt, így a tervezőiroda megbízást kapott a repülőgép megtervezésére és megépítésére.
A tehertér kialakítása során figyelembe vették a Szovjetunióban rendszerben álló, 50 tonnánál  könnyebb haditechnikai eszközöket. A fejlesztés során a „100-as” gyártmányjelzést kapta a repülőgép. Az OKB–120-as tervezőiroda a géphez kifejlesztette a nagyméretű, 6,2 m átmérőjű AV–90 légcsavarokat. A gépbe a Tu–95 bombázón már bevált, nagy teljesítményű Kuznyecov NK–12  légcsavaros gázturbinákat építették.
A prototípus építése 1963-ban kezdődött Kijevben. A földi teszteket követően, 1965. február 27-én a kijevi 473. sz. repülőgépgyár repülőteréről végrehajtotta az első felszállását. A repülőgépet még abban az évben bemutatták a Le Bourget-n rendezett légiszalonon. A sorozatgyártást a taskenti 84. sz. repülőgépgyár végezte, ahol 1976 januárjáig folyt a gyártás. A földi szilárdsági tesztekhez elhasznált két gépet is beleszámítva, a sorozatgyártás 1975-ös befejezéséig összesen 68 gép készült, ebből négy darabot Kijevben, a többi Taskentben építették meg.

## Szerkezeti kialakítása

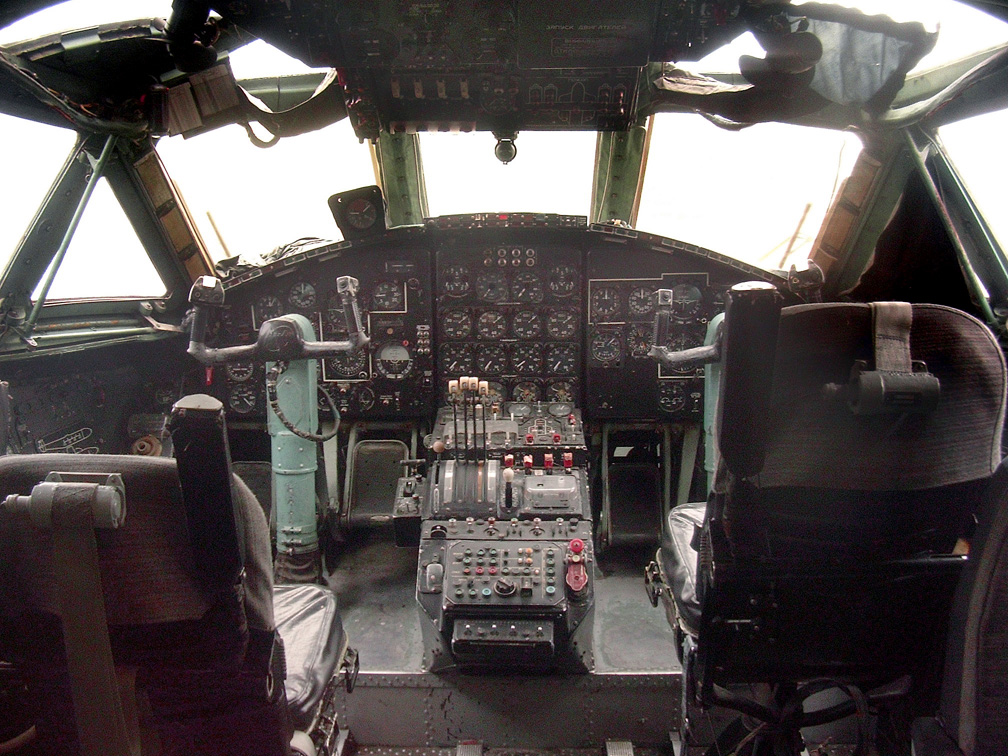
Az An–22 pilótafülkéje

Az An–22 tervezéséhez az An–12 szolgált alapul, annak lényegében a megnövelt méretű változata, attól eltérően azonban két osztott függőleges vezérsíkja van. Ezzel a gép magasságát csökkentették, a hangárokban könnyebb volt tárolni. A tehertér hossza 33 m, szélessége 4,4 m, emellett 29 fő szállításra alkalmas utastere is van, amiben a személyek helyett 1 db T–72-es harckocsi is szállítható. A tehertér mögött helyezték el teherajtókat, hidraulikusan mozgatható rakodó rámpával. A teher mozgatását két 25 000 kN vonóerejű csörlő könnyíti meg. Füves repülőtérről is képes üzemelni, ehhez kisnyomású ballonkerekei vannak.

## Alkalmazása
Az első An–22 1969 januárjában állt szolgálatba a Szovjet Légierőnél, de az első üzemeltető század már 1967-ben felállt Ivanovóban, a szállító század 1969-ben pedig ezreddé alakult. Később még két An–22-t üzemeltető ezred alakult meg, az egyik a Brjanszki területen lévő Szescsa falu közelében, a másik Kalinyinban. A gépeket a Szovjetunió nem exportálta. Számos katonai akcióban vettek részt szállítási céllal. Így az arab–izraeli konfliktusok során Egyiptomba szállítottak hadianyagot velük, de használták őket Angolába és Afganisztánba irányuló szállításoknál is. Néhány példányát az Aeroflot is használta.
A gépek fokozatos kivonása az 1980-as évek közepén kezdődött el. A Szovjetunió felbomlása után Oroszországban és Ukrajnában maradt üzemben a típus. 1997–1999 között nagyobb mennyiségű gépet selejteztek. 2008-as állapot szerint már csak nyolc példány üzemelt az Orosz Légierőnél és egy darab az ukrán Antonov-tervezőiroda légitársaságánál.
Szolgálatba állítása óta kilenc An–22-es szenvedett balesetet.

## Változatok
- An–22 – Alapváltozat.
- An–22A – Továbbfejlesztett változat, melynek hajtóművei sűrített levegővel indíthatók. 28 darab készült ebből a változatból.
- An–22PZ – A repülőgépgyárak közötti szállításra átalakított változat, amivel az An–124 és az An–225-ös repülőgépek nagyméretű részegységeit (szárnyak, törzselemek) lehet szállítani.[2] A szárnyak szállítására a törzs fölött elhelyezett külső tehermodul szolgált. Három (egyes források szerint öt) korábbi gyártású példányt alakítottak át erre a célra 1980–1983 között.
- An–22PLO – Különösen nagy hatótávolságú, tengeralattjáró-elhárító változat, melynek hajtóműve a fel- és leszállásnál hagyományos gázturbinaként kerozinnal, járőrözés közben nukleáris gázturbinaként üzemelt volna. A projekt csak a kísérleti fázisig jutott. 1970-ben a 7340106 gyártási számú, CCCP-08837 lajstromjelű An–22-est neutronforrással szereltek fel a sugárzásvédelem tesztelésére. A neutronforrással 10 tesztrepülést végeztek. 1972 augusztusában a 7340107 gyártási számú, 1967-ben készült An–22-est egy kisméretű, sugárzásvédő ólomburkolattal ellátott atomreaktorral szereltek fel. Az atomreaktor vész esetén a repülőgépről ledobható volt és az ejtőernyővel sima leszállást hajthatott végre a földön. A működő atomreaktorral felszerelt géppel 23 tesztrepülést hajtottak végre, ezek során elsősorban a sugárvédelmet vizsgálták. A programot később leállították, a gép 1973-ban visszakerült a légierőhöz, ahol CCCP-08838 lajstromjellel repült.[3]

## Műszaki adatok

### Méter- és tömegadatok
- Fesztáv: 64,40 m
- Hossz: 57,31 m
- Magasság: 12,54 m
- Szárnyfelület: 345 m²
- Üres tömeg: 118 727 kg
- Normál felszálló tömeg: 205 000 kg
- Maximális felszálló tömeg: 226 000 kg
- Legnagyobb hasznos terhelés: 60 000 kg
- Szállítható személyek száma: 29 fő kísérő teherszállításnál, vagy 290 felfegyverzett katona, vagy 206 fő sebesült, vagy 151 fő ejtőernyős
- Üzemanyag: 43 000 kg

### Hajtómű
- Hajtóművek száma: 4 db
- Típusa: Kuznyecov NK–12MA légcsavaros gázturbina
- Légcsavarok: AV–90 (6,20 m átmérőjű)
- Maximális teljesítmény 4×11 190 kW

### Teljesítmény-adatok
- Legnagyobb sebesség: 740 km/h
- Gazdaságos utazósebesség: 580 km/h
- Szolgálati csúcsmagasság: 9000 m
- Hatótávolság:
  - 45 t terheléssel és teljes üzemanyagfeltöltéssel: 10 950 km
  - teljes terheléssel: 5250 km
- Felszállási úthossz: 1300 m
- Leszállási úthossz: 800 m
- Kigurulási úthossz: 1460 m

## Külső hivatkozások
- A tervező ANTK Antonov honlapja
- Képek a monyinói repülőmúzeumban kiállított An–22-ről
- Az An-22 az Ugolok nyeba (Airwar.ru) repülő-enciklopédia oldalán (oroszul)